# IC 2694
IC 2694 ist eine Balken-Spiralgalaxie vom Hubble-Typ S im Sternbild Löwe auf der Ekliptik. Sie ist schätzungsweise 643 Millionen Lichtjahre von der Milchstraße entfernt. Mit PGC 4097473 bildet die Galaxie wahrscheinlich ein optisches Galaxienpaar.
Das Objekt wurde am 27. März 1906 von Max Wolf entdeckt.